# Отон Ебеон
Отон Ебеон (фр. Authon-Ebéon) насеље је и општина у Француској у региону Поату Шарант, у департману Приморски Шарант која припада префектури Сен Жан д'Анжели.
По подацима из 2011. године у општини је живело 391 становника, а густина насељености је износила 33,56 становника/km². Општина се простире на површини од 11,65 km². Налази се на средњој надморској висини од 30 метара (максималној 36 m, а минималној 16 m).

## Демографија
| 1962. | 1968. | 1975. | 1982. | 1990. | 1999. | 2011. |
| ----- | ----- | ----- | ----- | ----- | ----- | ----- |
| 514   | 526   | 477   | 512   | 460   | 407   | 391   |

График промене броја становника у току последњих година